# 구성훈
구성훈(1989년 7월 21일 ~ )은 대한민국의 전직 스타크래프트 프로게이머로, 테란 유저이다.
아이디는 HlYA[WHITE]이며, 길드 / 클랜은 WHITE이다.
포켓몬스터에 등장하는 캐릭터를 닮아 “잉어킹”이라는 별명을 가지고 있다. 이유는 경기 중 몰입할 때 항상 입을 벌린 모습이 잉어킹과 흡사하기 때문에 붙은 별명이다.
화승이 해체한 후 제 8게임단으로 이적하지 않고 개인 사정으로 인해 은퇴를 선택했다. 은퇴 후 아프리카 TV BJ로 활동하고 있다.

## 개요
2006년 상반기 드래프트에서 르까프 OZ(화승 OZ의 전신)의 4차 지명으로 입단하였다.
신한은행 프로리그 2007 통합 챔피언전(그랜드 파이널) 5세트에 출전, 삼성전자 칸의 이성은(테란)을 꺾고 팀의 4:1 승리를 확정지은 바 있다.

### 09-10 시즌
37승 26패로 다승 7위를 하며 에이스 이제동과 화승의 강력한 원투펀치를 자랑했으나 백업 멤버 부실로 인해 포스트시즌 진출에는 실패하였다.
개인리그에서는 하나대투증권 MSL 2010에서 8강까지 진출하여 생애 최초로 시드를 획득하였다. 이후 대한항공 스타리그 2010 Season 2 16강에서도 박재혁에게 승리를 거두고 함정카드 세레모니를 시전하여 화제를 일으킨 바 있다.

### 10-11 시즌
10-11에 시즌 들어서는 극도의 부진을 거듭하며, 이제동의 활약에도 팀 순위가 최하위권으로 처진 데 주범이라는 말을 듣고 있다. 하지만 개인리그에서는 선전하고 있는데, 박카스 스타리그 2010 16강에서는 이제동과의 '팀킬전'에서 승리한 후 이제동의 별명인 '동네북'을 치는 예고 세레머니를 선보여 큰 화제가 된 바 있다. 하지만 8강에서 송병구와의 혈투 끝에 탈락했다. 이후 시작된 위너스리그에서 18승 9패로 여전히 위너스리그에 강한 모습을 보여줬으며 5라운드에서도 어느정도 활약을 했고 6라운드 초반에도 선전했으나, 후반부에 포스트시즌이 걸린 중요한 경기에서 연패를 하였으며, 진에어 스타리그 2011 16강 역시 3패로 탈락하는 수모를 겪었다.

### 2012년 이후
2011년 10월 화승 OZ의 해체와 부친상으로 인해 선수 생활이 힘들어진 구성훈은 은퇴를 결심하고 아프리카 tv 방송을 시작한다.
스타리그가 마이 스타리그 개최로 무소속 게이머도 출전을 할 수 있도록 규정을 변경하여 2012년 4월 스타리그 듀얼에 무소속으로 출전하여 김명운, 김현우, 이경민과 대등한 경기를 펼쳤으나 1승 2패로 16강 진출에 실패했다.(2012-04-22) 그 뒤 2012년에 개최된 7차 소닉 스타리그에 출전하였고, 아이템베이 8차 소닉 스타리그도 출전하여서 여기에서는 결승까지 갔는데 과거 팀동료 박준오를 상대로 준우승을 기록하였다.

### 곰 클래식 시즌4
스타크래프트 브루드워로 치러진 위메프 GOM 클래식 시즌 4에서 8강 홍진호 전에서 2:0으로 승리하고 4강 김명운 전에서 3:1로 승리했다. 결승전 염보성 전에서는 수월한 경기 운영으로 염보성을 3:0으로 압도하며 우승을 기록하였다. 이 대회로 구성훈은 개인 통산 첫 방송 무대 우승을 기록하게 되었다.

## 수상 내역
- 2006년 제19회 커리지 매치 입상
- 2006년 매직스테이션 전국스타리그 우승
- 2007년 2007 서울 국제 e스포츠 페스티벌 스타크래프트 256강전 4강
- 2008년 곰TV TG삼보-인텔 클래식 2008 시즌1 32강
- 2008년 BATOO 스타리그 08~09 36강
- 2009년 아발론 MSL 2009 32강
- 2010년 하나대투증권 MSL 2010 8강
- 2010년 대한항공 스타리그 2010 Season 2 16강
- 2010년 빅파일 MSL 2010 32강
- 2010년 박카스 스타리그 2010 8강
- 2011년 진에어 스타리그 2011 16강
- 2012년 Tving 스타리그 2012 24강
- 2013년 아이템베이 8차 소닉 스타리그 준우승
- 2014년 픽스 9차 소닉 스타리그 8강
- 2014년 위메프 GOM 클래식 시즌4 우승(3:0 염보성)
- 2014년 헝그리앱TV e스포츠 리그 스타크래프트 스페셜매치 1주차 우승 (2:1 김명운)
- 2014년 헝그리앱TV e스포츠 리그 스타크래프트 스페셜매치 왕중왕전 우승 (2:1 김택용)
- 2015년 헝그리앱 스타즈 리그 위드 콩두 16강
- 2015년 스베누 10차 소닉 스타리그 4위
- 2015년 스베누 11차 소닉 스타리그 시즌2 16강
- 2015년 VANT 36.5 대국민 스타리그 16강